# Sens, Yonne
Sens là một xã trong tỉnh Yonne, thuộc vùng hành chính Bourgogne của nước Pháp, có dân số là 26.904 người (thời điểm 1999).

## Hành chính
| Danh sách các thị trưởng |           |                        |                    |         |
| Giai đoạn                | Giai đoạn | Tên                    | Đảng               | Tư cách |
| ....                     | 1884      | François Ernest Landry | ...                | ...     |
| 1885                     | 1922      | Lucien Cornet          | Cấp tiến           | ...     |
| 1979                     | 1983      | André Chaussat         | Đảng cộng hòa Pháp | ...     |
| 1989                     | 1995      | Philippe Serré         | DL                 | ...     |
| 1995                     | 2001      | Jean Cordillot         | PCF                | ...     |
| 2001                     | 2008      | Marie-Louise Fort      | UMP                | ...     |
| 2008                     | 2014      | Daniel Paris           | PRG                | ...     |

## Nhân khẩu học
| 1906   | 1946   | 1962  | 1968  | 1975  | 1982  | 1990  | 1999  |
| ------ | ------ | ----- | ----- | ----- | ----- | ----- | ----- |
| 15 007 | 17 239 | 20351 | 23422 | 26463 | 26602 | 27082 | 26904 |

## Các thành phố kết nghĩa
- Lörrach, Baden-Württemberg, Đức
- Senigallia, Ancona, Ý
- Chester, Anh

## Những người con của thành phố
- Jacques Charles René Duchesne, tướng quân đội